# Psectrocladius zavreli
Psectrocladius zavreli är en tvåvingeart som beskrevs av Lipina 1949. Psectrocladius zavreli ingår i släktet Psectrocladius och familjen fjädermyggor. Inga underarter finns listade i Catalogue of Life.